# Центр современного искусства (Малага)
Центр современного искусства в Малаге (исп. Centro de Arte Contemporáneo de Málaga, сокр. CAC Málaga) — музей современного искусства, специализирующийся на собрании скульптурных и визуальных работ, созданных в последней трети XX века по настоящее время. Открылся 17 февраля 2003 года в здании бывшего оптового рынка Малаги, функционировавшего в центре города до 1980-х годов.

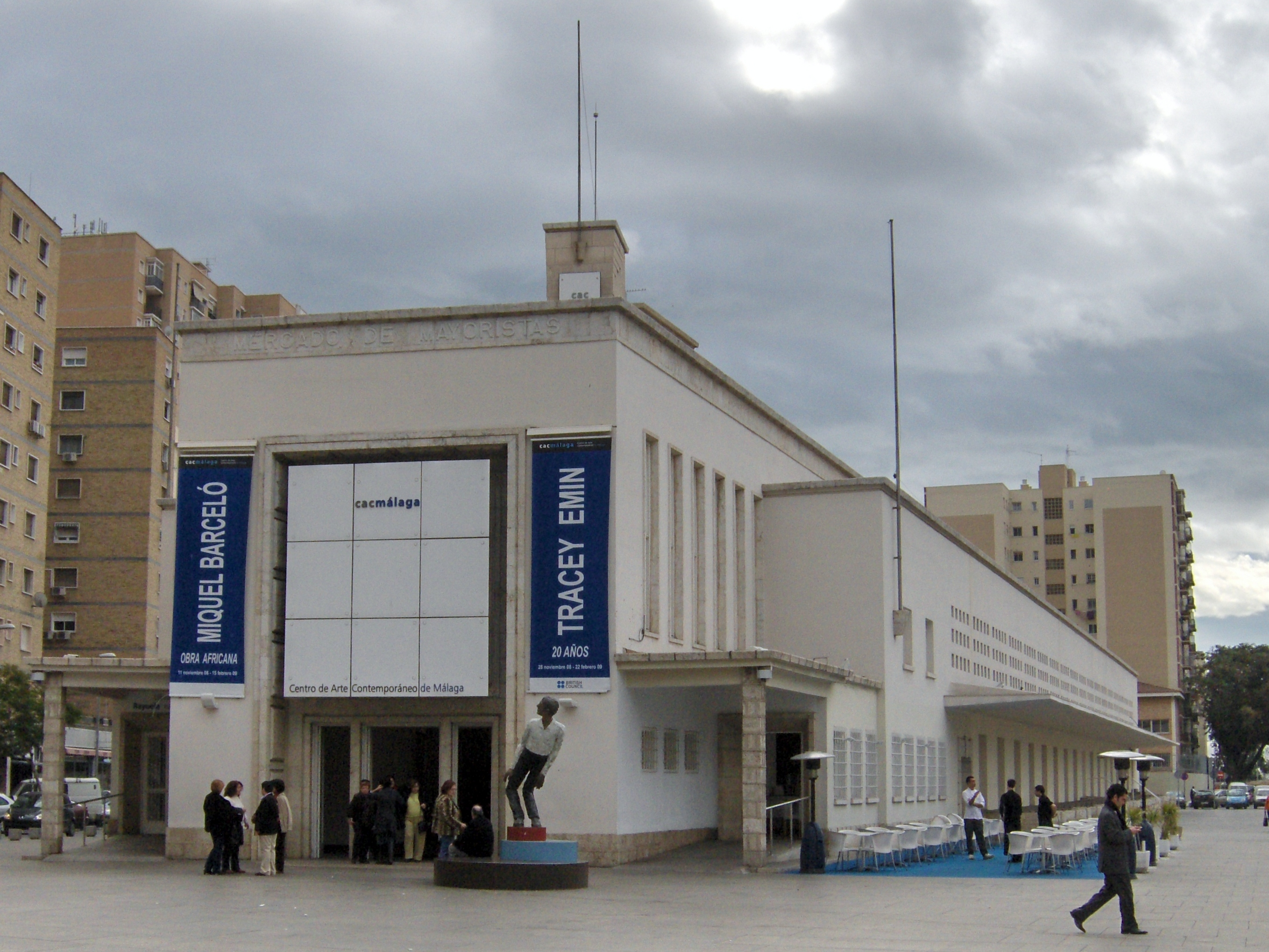
Центр современного искусства в Малаге

Следуя немецкой модели кунстхаусов, «домов искусства», Центр современного искусства в Малаге реализует инновационную программу, динамичную и открытую новым художественным тенденциям и формам выражения, социальной, концептуальной, политической и эстетической направленности современного искусства. Здание музея было построено в 1937—1939 годах по проекту архитектора Луиса Гутьереса Сото.
Площадь музея составляет 6 000 м², 2 400 из которых отданы под экспозицию. В постоянной коллекции Центра современного искусства в Малаге находятся 400 работ. В музее проходили временные выставки таких знаменитых художников, как Искусство и язык, Луиза Буржуа, Джейка и Диноса Чепменов, Герхарда Рихтера, Пола Маккарти, Аниша Капура, Раймонда Петтибона, Рона Мьюека, Ёситомо Нары. В Центре также проводятся показы кино, художественные мастерские и конгрессы.